# Бурибаевский сельсовет
Бурибаевский сельсовет — сельское поселение в Хайбуллинском районе Башкортостана Российской Федерации.
Административный центр — село Бурибай.

## История
Статус и границы сельского поселения установлены Законом Республики Башкортостан от 17 декабря 2004 года № 126-з «О границах, статусе и административных центрах муниципальных образований в Республике Башкортостан».

## Население
| 2010  | 2012  | 2013  | 2014  | 2015  | 2016  | 2017  |
| ----- | ----- | ----- | ----- | ----- | ----- | ----- |
| 4553  | ↘4511 | ↗4538 | ↗4544 | ↘4484 | ↘4456 | ↘4380 |
| 2018  |       |       |       |       |       |       |
| ↘4378 |       |       |       |       |       |       |

## Состав сельского поселения
| № | Населённый пункт | Тип населённого пункта       | Население |
| - | ---------------- | ---------------------------- | --------- |
| 1 | Бурибай          | село, административный центр | ↘4342     |